# ウィリアム・ジェボール
ウィリアム・ジェボール (英：William Jebor、1991年11月10日 - ) はリベリアの首都、モンロビア出身のサッカー選手。元サッカーリベリア代表。2015年10月13日に行われたワールドカップ予選のギニアビサウ代表戦でハットトリックを達成し、2016年3月29日に行われたアフリカネイションズカップ予選のジブチ代表戦でもハットトリックを達成した。そのため彼はビクトリー・ボーイ(Victorious Boy)と呼ばれている。